# Suchanówko
Suchanówko – wieś w Polsce położona w województwie zachodniopomorskim, w powiecie stargardzkim, w gminie Suchań. Jest położona na wschód od Suchania (siedziby gminy) i na południowy wschód od Stargardu (siedziby powiatu).
W latach 1975–1998 miejscowość administracyjnie należała do województwa szczecińskiego.